# 45 (album)
Pour les articles homonymes, voir 45 (homonymie).
Albums de Kino
46
(1983)
45 est le premier album du groupe de rock Kino, il est sorti en 1982.

## Contexte
Le premier album de Kino est très marqué par l'aide et la participation des membres d'Aquarium, un groupe de rock russe fondé en 1972. En effet, trois membres d'Aquarium peuvent être entendus dans 45 : Boris Grebenchtchikov à la guitare acoustique, Dyusha Romanov à la flute, et Vsevolod Gakkel au violoncelle.
Andreï Tropillo, personnage très influent du rock russe, apporte également sa contribution à l'album comme il a pu le faire pour d'autres groupes de rock russe. L'enregistrement de 45 se fait dans son studio de Saint-Pétersbourg appelé AnTrop.

## Caractéristiques artistiques
De par son romantisme, 45 a beaucoup de traits communs avec la musique des premiers bardes soviétiques. La structure musicale est en effet très simple : les deux guitares acoustiques de Boris Grebenchtchikov et Alexei Rybin, les flutes d'Andreï Romanov et d'Andreï Tropillo ainsi que le violoncelle de Vsevolod Gakkel créent un ensemble à la fois vif et éclatant, mais sans sophistications.
Cependant, 45 démontre que Victor Tsoi et Boris Grebenchtchikov sont d'habiles mélodistes. 45 peut être considéré comme ayant grandement participé au tournant du rock russe et soviétique du début des années 1980, dont les nouvelles caractéristiques sont une musique plus imaginative (plus indépendante vis-à-vis des influences étrangères) ainsi que des paroles plus matures.
Le thème du désœuvrement de la jeunesse soviétique est abordé dans plusieurs titres de l'album. L'album commence d'ailleurs par la chanson Vremya Yest', a Deneg Net (il a du temps, mais il n'a pas d'argent). Les chansons Byezdyelnik et Byezdyelnik 2 (littéralement branleur et branleur 2) traitent également du thème de l’oisiveté.

## Engagement politique
Dans le courant de la chanson Elyektrichka, on peut entendre le héros déclarer « Pourquoi dois-je me taire, pourquoi je ne crie pas ? » puis la chanson se termine par le leitmotiv métaphoriquement subversif : « Le train m’emmène là où je ne veux pas aller ». Les paroles de cette chanson furent clairement interprétées comme une métaphore désignant la situation en URSS et Elyektrichka se trouva vite sous l'effet d'une interdiction d'être jouée en live.

## Réception
Bien que 45 ait permis à Kino de se faire connaitre sur la scène rock de Leningrad, ce n'est certainement pas avec ce premier album que les jeunes rockeurs de Leningrad devinrent les stars qu'ils seront plus tard. La diffusion auprès du grand public se trouvera freinée par le fait que Kino ne faisait pas partie, à cette période, des groupes autorisés à la télévision[réf. souhaitée].

## Fiche Technique
| 45    | 45                            | 45    | 45 | 45 | 45 | 45 | 45 | 45 | 45 |
| No    | Titre                         | Durée |    |    |    |    |    |    |    |
| ----- | ----------------------------- | ----- | -- | -- | -- | -- | -- | -- | -- |
| 1.    | Vryemya yest', a dyenyeg nyet | 4:07  |    |    |    |    |    |    |    |
| 2.    | Prosto hochyesh' ti znat'     | 3:28  |    |    |    |    |    |    |    |
| 3.    | Alyoominiyeviye ogoortsi      | 2:56  |    |    |    |    |    |    |    |
| 4.    | Solnyechniye dni              | 3:12  |    |    |    |    |    |    |    |
| 5.    | Byezdyel'nik                  | 3:13  |    |    |    |    |    |    |    |
| 6.    | Byezdyel'nik 2                | 3:06  |    |    |    |    |    |    |    |
| 7.    | Elyektrichka                  | 2:36  |    |    |    |    |    |    |    |
| 8.    | Vos'miklassnitsa              | 2:45  |    |    |    |    |    |    |    |
| 9.    | Moi drooz'ya                  | 4:26  |    |    |    |    |    |    |    |
| 10.   | Sitar igral                   | 1:34  |    |    |    |    |    |    |    |
| 11.   | Dyeryevo                      | 1:43  |    |    |    |    |    |    |    |
| 12.   | Kogda-to ti bil bitnikom      | 3:41  |    |    |    |    |    |    |    |
| 13.   | Na koohnye                    | 3:03  |    |    |    |    |    |    |    |
| 14.   | Ya - asfal't                  | 3:10  |    |    |    |    |    |    |    |
| 43:07 |                               |       |    |    |    |    |    |    |    |

## Musiciens
- Viktor Tsoi : chant, guitare.
- Alexeï Rybin : guitare.
- Boris Grebenchtchikov : guitare, glockenspiel, chant.
- Mikhail Vasiliev : machine à tambour, chant.
- Vsevolod Gahkel : violoncelle.
- Andreï Romanov : flûte.
- Andreï Tropillo : flûte.